# Агентство финансовых услуг
Агентство финансовых услуг (яп. 金融庁 Кинъю:тё:, англ. Financial Services Agency, FSA) — японская государственная организация, осуществляющая надзор за банковской деятельностью, торговлей ценными бумагами и валютообменными операциями, а также за страхованием с целью обеспечения стабильности финансовой системы Японии.
Во главе ведомства стоит уполномоченный, подотчётный Министерству финансов Японии. Агентство финансовых услуг является куратором Комиссии по надзору за ценными бумагами и биржевой торговле (англ. Securities and Exchange Surveillance Commission) и Совета по надзору за сертифицированными общественными бухгалтерами и аудиту (англ. Certified Public Accountants and Auditing Oversight Board).